# Eumelea
Eumelea is een geslacht van vlinders van de familie spanners (Geometridae), uit de onderfamilie Desmobathrinae.

## Soorten
- E. algidaria Walker, 1866
- E. apicata Warren, 1899
- E. atomata Warren, 1896
- E. biflavata Warren, 1896
- E. choiseulensis Prout, 1921
- E. duponchelii Montrouzier, 1856
- E. fumicosta Warren, 1896
- E. genuina Kirsch, 1877
- E. incensa Prout, 1932
- E. infulata Warren, 1905
- E. insulata Warren, 1896
- E. isozyges Prout, 1921
- E. lipara West, 1930
- E. ludovicata Guenée, 1858
- E. marginata Prout, 1920
- E. obesata Felder, 1875
- E. phoenissa Warren, 1905
- E. polymita Prout, 1929
- E. praeusta Warren, 1896
- E. rosalia Stoll, 1781
- E. rubrifusa Warren, 1896
- E. sangirensis Warren, 1896
- E. sanguinifusa Warren, 1896
- E. semirosea Warren, 1897
- E. smedleyi Prout, 1931
- E. stipata Turner, 1930
- E. unilineata Warren, 1897
- E. unipuncta Warren, 1896
- E. vulgivaga Sawamoto, 1938
- E. vulpenaria Stoll, 1782